# Mark Donovan
Mark Jamie Donovan (Penrith, 3 de abril de 1999) é um ciclista britânico membro da equipa Team DSM.

## Palmarés
- 2018
  - 1 etapa do Giro do Vale de Aosta

## Resultados em Grandes Voltas
| Corrida | Corrida         | 2018 | 2019 | 2020 | 2021 | 2022 |
| ------- | --------------- | ---- | ---- | ---- | ---- | ---- |
|         | Giro d'Italia   | —    | —    | —    | —    | —    |
|         | Tour de France  | —    | —    | —    | 45.º | —    |
|         | Volta a Espanha | —    | —    | 48.º | —    | Ab.  |

—: não participa
Ab.: abandono

## Equipas
- Team Wiggins (2018-2019)
- Team Sky (stagiaire) (08.2018-12.2018)
- Team Wiggins Le Col (2019)
- Sunweb/DSM (2020-)
  - Team Sunweb (2020)
  - Team DSM (2021-)